# Balclutha apicula
Balclutha apicula är en insektsart som beskrevs av Blocker 1967. Balclutha apicula ingår i släktet Balclutha och familjen dvärgstritar. Inga underarter finns listade i Catalogue of Life.